# ستيفن كامينغز
ستيفن كامينغز (بالإنجليزية: Stephen Cummings)‏ هو كاتب أغاني ومغني أسترالي، ولد في 13 سبتمبر 1954 في ملبورن في أستراليا.

## وصلات خارجية
- ستيفن كامينغز على موقع IMDb (الإنجليزية)
- ستيفن كامينغز على موقع ميوزك برينز (الإنجليزية)
- ستيفن كامينغز على موقع أول ميوزيك (الإنجليزية)
- ستيفن كامينغز على موقع ديسكوغز (الإنجليزية)
- ستيفن كامينغز على موقع قاعدة بيانات الفيلم (الإنجليزية)